# Parasemia rufa
Parasemia rufa là một loài bướm đêm thuộc phân họ Arctiinae, họ Erebidae.